# Убаредмет
Убаредмет (каз. Убаредмет) — упразднённое село в Шемонаихинском районе Восточно-Казахстанской области Казахстана. Входило в состав Зевакинского сельского округа. Упразднено в 2000-е годы.

## Население
По переписи 1989 г. в селе проживало 413 человек, из них русские — 78 %. В 1999 году население села составляло 3 человека (3 женщины).

## История
Село Убаредмет возникло в 1934 г. как посёлок при руднике на Убинском вольфрамовом месторождении. До 30 сентября 1958 года имело статус рабочего посёлка.